# Peščani zdenac
Peščani zdenac je epizoda Teks Vilera objavljena u br. 62. u izdanju Veseli četvrtak, Beograd. Objavljena je 10.01.2019. Koštala je  270 din (2,28 €; 2,62 $). Imala je 110 strana. Ovo je nastavak epizode Prljavi novac, koja je objavljena u prethodnom broju (br. 61).

## Originalna epizoda
Originalna epizoda pod nazivoim Sandy Well objavljena je je premijerno u regularnoj ediciji Teks Vilera koja je u Italiji u izdanju Bonelija izašla 07.08.2007. Epizodu je nacrtao Paskvale del Vekio, a scenario napisao Klaudio Nici. Naslovnicu je nacrtao Klaudio Vilja. Koštala je 3,5 €.

## Kratak sadržaj
Teks i Karson uspevaju da zadrže indijance koji drže u obruču plave bluze. Kada dođe konjica predvođena komandantom utvrđenja Hil kapetanom Patonom. Teks pokazuje Patonu torbu s novcem. Po povratku u utvrđenje, Teks Patonu iznosi teoriju po kojoj je glavni organizator pljačke porućnik Hodžins. Hodžins je međutim prisluškivao razgovor i odmah pokušao da pobegne iz utvrđenja. Dok je sedlao konja, kap. Paton ga ubija s leđa. Tada postaje jasno da je mozak pljačke bio Paton, koji ranom zorom beži iz utvrđenja. Nakon što je sa poštanske stanice uhvatio diližansu za San Francisko. Teks i Karson kreću za Patonon, stižu ga i Paton tragično gine.

## Moralni relativizam
Paton je po kazni bio prekomandovan u utvrđenje Hil jer u prošlosti nije hteo da ispuni naređenje više komande koje bi ugrozilo njegove vojnike. Već duže vreme smišljao je kako da pobegne iz vojske i započne novi život. Plan o pljački nije trebalo da podrazumeva ljudske žrtve. Takođe, Paton nije mogao da predvidi da će se u celu stvar uključiti Teks i Karson. Dok Karson smatra da je Paton bio običan razbojnik u oficirskoj uniformi, Teks pokazuje izvesno razumevanje za Patonovu motivaciju koja je generisana napravdama koje su mu nanete u prošlosti.